# BRT (entreprise)
BRT S.p.A. (anciennement Bartolini S.p.A.) est une entreprise italienne active dans le secteur du transport de marchandises et faisant partie du groupe DPDgroup.
Ses principales activités sont le transport national et la logistique, tandis que pour le transport international, elle s'appuie sur des réseaux étrangers couvrant des destinations dans le monde entier.
En Italie, elle est présente avec 203 agences ; ses véhicules sont reconnaissables à leur livrée rouge.

## Histoire
L'entreprise a été fondée en 1928 à Bologne sous le nom de Bartolini, dérivé du nom de son fondateur, Divo Bartolini.
En 2000, Poste Italiane a acquis 20 % du capital social par l'intermédiaire de sa filiale SDA Express Courier, ce qui a donné naissance à un consortium entre les trois entreprises pour le tri de colis sur le territoire national. Cet accord a également été contesté par des entreprises concurrentes devant l'AGCM, mais a été conclu en faveur du consortium lui-même. Ce dernier représentait 40 % du marché.
En 2005, Poste Italiane n'a pas renouvelé les termes de l'accord initialement prévu et a vendu ses parts dans Bartolini.
En 2011, elle a changé de nom pour devenir BRT, dérivé des trois premières consonnes du mot Bartolini.
En 2016, une participation minoritaire dans l'entreprise a été acquise par la société française DPDgroup, groupe La Poste, également active dans le transport de marchandises. En août 2019, La Poste a augmenté sa participation de 37,5 % à 85 %, laissant le contrôle des 15 % restants à la famille italienne. À l'issue de cette opération financière, Dalmazio Manti, déjà directeur général, a succédé à Daniele Bartolini.
En mars 2023, la section des mesures préventives du tribunal de Milan a ordonné une mesure de redressement judiciaire pour un an.